# تیروزینمی
تیروزینمی (به انگلیسی: Tyrosinemia) یک ناهنجاری متابولیک مادرزادی است که در آن بدن نمی‌تواند به طور مؤثر اسید آمینه تیروزین را تجزیه کند. نشانه‌های این بیماری انواعشامل اختلالات کبد و کلیه و نیز انواع عقب ماندگی ذهنی است. چنانچه این بیماری درمان نشود می‌تواند کشنده باشد.
بیشتر انواع تیروزینمی باعث هیپرتیروزینمی (افزایش سطح تیروزین در خون) می‌شوند.

## انواع تیروزینمی
تیروزینمی دارای سه نوع مختلف است که هر یک دارای نشانه‌های خاص خود می‌باشند:
- تیروزینمی نوع یک
- تیروزینمی نوع دو
- تیروزینمی نوع سه